# Ian Rush
Ian Rush (født 20. oktober 1961) er en walisisk fodboldspiller, der havde en lang og glorværdig karriere hos Liverpool FC i perioden 1980-1987 og 1988-1996. Han er alletiders mest scorende spiller for Liverpool med 346 mål i alle turneringer..